# 贾偃
贾偃（?—?），战国时期赵国将领。
前273年（周赧王四十二年、赵惠文王二十六年、秦昭襄王三十四年、魏安僖王四年、韩釐王二十三年），赵国、魏国攻打华阳，韩国派田苓求救于秦国穰侯魏冉，秦国武安君白起及客卿胡阳率军救韩，于华阳之下大败赵、魏联军。赶跑芒卯，俘虏三员敌将，杀死十三万人。白起又与赵军大将贾偃交战，设计在黄河中淹死赵兵二万人。魏安僖王割让南阳（修武）给秦国以求和。